# Wilhelm Törnqvist
Knut Wilhelm (Kvast) Törnqvist, född 13 september 1896 i Söderala församling, Gävleborgs län, död 16 december 1989 i Vällingby, var en svensk målare.

## Biografi
Törnqvist arbetade vid LM Ericsson 1918–1922 och studerade på kvällstid vid en privat realskola och 1922 började han studera konst på kvällskurser vid Gottfrid Larssons målarskola i Stockholm. Våren 1923 slutade han definitivt som fabriksarbetare och studerade vid Konstakademien fram till 1929 innan han fortsatte sina studier i Paris. Separat ställde han ut på Modern konst i hemmiljö, Samlaren, Lilla galleriet i Stockholm samt på Olsens konstsalong och Mässhallen i Göteborg. Tillsammans med Ragnar Nystedt ställde han ut på Konstnärshuset i Stockholm. Han medverkade i ett flertal större samlingsutställningar bland annat Exponenterna på Liljevalchs konsthall, Surrealism i Norden på Skånska konstmuseum, Nordisk konst i Helsingfors och han medverkade i samlingsutställningar arrangerade av Sveriges allmänna konstförening och Liljevalchs Stockholmssalonger. Han tilldelades ett stipendium ur PO Winqvists fond från Konstakademien 1954, Karlebopriset 1961 och Stockholms stads meritstipendium 1962. Hans konst består av porträtt, figurstudier, landskap. Törnqvist är representerad vid Statens historiska museum och Moderna museet  i Stockholm och Kalmar konstmuseum.
Han var från 1930 gift med Birgitta Törnqvist (1910–1986). Parets äldsta dotter Monica Törnqvist (född 1932) var en tid gift med konstnären Walter Fuchs. Wilhelm Törnqvist är gravsatt i minneslunden på Norra begravningsplatsen utanför Stockholm.